# Aeroporto di Tunisi-Cartagine
L'aeroporto di Tunisi-Cartagine (IATA: TUN, ICAO: DTTA) (in arabo: مطار تونس قرطاج الدولي) è un aeroporto situato vicino alla città di Tunisi, in Tunisia. Prende il nome dalla storica città di Cartagine.
L'aeroporto è hub per le compagnie aeree Tunisair, Nouvelair Tunisia, Sevenair e Tunisavia.

## Storia
L'aeroporto di Tunisi aprì nel 1938, servendo circa 5.800 passeggeri all'anno sulla rotta Parigi-Tunisi.
Durante la seconda guerra mondiale, l'aeroporto è stato utilizzato dalla United States Air Force per la Twelfth Air Force come quartier generale e base di comando e controllo per la Campagna d'Italia (1943-1945).
Una volta che le unità di combattimento si sono trasferite in Italia, l'Air Transport Command ha utilizzato l'aeroporto come un importante centro di trasbordo per merci, aerei in transito e personale. Ha funzionato come scalo sulla rotta per l'Aeroporto di Algeri-Houari Boumédiène o sul campo di Mellaha vicino a Tripoli sulla rotta di trasporto nord-africana Cairo-Dakar. Più tardi, quando le forze alleate avanzarono, transitarono anche personale e merci per Napoli.

## Collegamenti con Tunisi
L'aeroporto è servito da un servizio di bus e taxi, ma non dalla linea ferroviaria.